# Diocesi di Cardicio
La diocesi di Cardicio (in latino Dioecesis Cardicensis) è una sede soppressa del patriarcato di Costantinopoli e sede titolare della Chiesa cattolica.

## Storia

### La sede greca
Cardicio, identificabile con Gardiki, oggi Pelasgia in Ftiotide, è un'antica sede vescovile della provincia romana di Tessaglia in Grecia, suffraganea dell'arcidiocesi di Larissa.
La diocesi appare per la prima volta in una Notitia Episcopatuum del patriarcato di Costantinopoli della fine del X secolo In seguito, nel XII secolo la sede è documentata come arcidiocesi autocefala e poco dopo come sede metropolitana senza suffraganee. Attorno al 1470 la città fu conquistata da Maometto II, che deportò la popolazione; si ritiene che in questa occasione la sede greca fu soppressa
Stiernon attribuisce a questa antica sede solo tre vescovi: Giovanni, che sottoscrisse nel 1191 e nel 1196 due decreti del patriarca Giorgio II di Costantinopoli; un anonimo vescovo, documentato a febbraio 1222 nel regesto del patriarcato; e un altro vescovo di nome Giovanni, documentato verso il 1228.

### La sede latina
Nel Medioevo, in seguito alla quarta crociata, fu eretta una sede di rito latino, il cui primo vescovo, probabilmente l'unico residente, è stato Bartolomeo, episcopus Cardicensis, menzionato in diverse occasioni nelle lettere di papa Innocenzo III dal 1208 a 1212, anno in cui è nominato anche amministratore apostolico di Demetriade. Bartolomeo è ancora documentato nel novembre 1215 per la sua partecipazione al Concilio Lateranense IV; poco dopo fu deposto dalla sua sede da Innocenzo III (dunque prima del 16 luglio 1216, data della morte del papa).
I bizantini riconquistarono la Tessaglia attorno al 1220 e questo mise fine, almeno temporaneamente, alla diocesi di rito latino. Circa un secolo dopo, i catalani conquistarono il castrum di Gardichia e questo facilitò la nomina, dopo una lunga sede vacante, di un nuovo vescovo per questa sede, l'agostiniano Benedetto di Norwich. Ma anche in questo caso, la restaurazione della sede fu effimera, perché già il 21 luglio 1331 la sede è dichiarata, in una lettera di papa Giovanni XII, occupata dagli infedeli.
In seguito i papi nominarono altri vescovi per Cardicio, con l'obbligo della residenza, fino al termine del XIV secolo, ma non sembra che i vescovi vi abbiano mai risieduto.

### La sede titolare
Secondo Stiernon, solo con il XV secolo si può parlare propriamente di una sede titolare di Cardicio, con la nomina del vescovo Jean Balarin, che fu vescovo ausiliare di Lione. La sede è vacante dal 25 aprile 1969.

## Cronotassi

### Vescovi greci
- Giovanni I † (prima del 1191 - dopo il 1196)
- Anonimo † (menzionato nel 1222)
- Giovanni II † (menzionato nel 1228 circa)

### Vescovi latini
- Bartolomeo † (prima di ottobre 1208 - dopo novembre 1215 deposto)
- Benedetto di Norwich, O.E.S.A. † (30 aprile 1330 - dopo luglio 1343 deceduto)
- Giuliano, O.F.M. † (dopo il 1352 - 20 giugno 1357 nominato vescovo di Nebbio)
- Luca, O.S.M. † (22 dicembre 1363 - dopo luglio 1368 deceduto)
- Martino di Torba, O.E.S.A. † (9 novembre 1389 - ? deceduto)
- Gallo Pietro, O.S.B. † (24 aprile 1396 - ?)
- Bernardo di Roma, O.F.M. † (menzionato nel 1409)[11]

### Vescovi titolari
- Jean Balarin † (24 agosto 1515 - 20 ottobre 1522 deceduto)
- Jean du Mans, O.Praem. † (27 febbraio 1540 - 1578 deceduto)
  - Paul Boudot † (22 aprile 1613 - 14 gennaio 1619 nominato vescovo di Saint-Omer) (vescovo eletto)[12]
- Johannes Pelking (Pelcking), O.F.M.Conv. † (16 dicembre 1619 - 28 dicembre 1642 deceduto)
- Bernhard Frick † (14 novembre 1644 - 13 marzo 1655 deceduto)
- Isidoro Masones y Nin † (1º ottobre 1703 - 15 dicembre 1704 nominato vescovo di Ales e Terralba)
- Angelo Gabriele Gautieri, O.F.M. † (2 marzo 1705 - ?)
- Alfonso Maria di Donato, O.F.M. † (9 settembre 1831 - 20 maggio 1848 deceduto)
- Augusto Bonetti, C.M. † (5 maggio 1885 - 6 maggio 1887 nominato arcivescovo titolare di Palmira)
- Jules-Auguste Coqset, C.M. † (19 luglio 1887 - 2 febbraio 1917 deceduto)
- Francisco Ruiz de Azúa Ortiz de Zárate, O.P. † (19 giugno 1917 - 22 maggio 1929 deceduto)
- Jozef Hubert Willem Lemmens † (5 febbraio 1932 - 26 marzo 1932 succeduto vescovo di Roermond)
- Louis Lapierre, P.M.E. † (24 maggio 1932 - 11 aprile 1946 nominato vescovo di Siping)
- Anton Vovk † (15 settembre 1946 - 26 novembre 1959 nominato vescovo di Lubiana)
- Eloy Tato Losada, I.E.M.E. † (3 maggio 1960 - 25 aprile 1969 nominato vescovo di Magangué)